# Landesschulrat
Der Landesschulrat (LSR) war in Österreich eine Schulbehörde, die für ein Bundesland zuständig war. Die Schulbehörde für Wien hieß seit 1922 Stadtschulrat für Wien (SSR). Ab 2019 wurden die Landesschulräte in Österreich und der Wiener Stadtschulrat durch Bildungsdirektionen ersetzt.
Einen Landesschulrat gibt es in Südtirol auf der Ebene der Autonomen Provinz, dort aber als rein beratendes Gremium (siehe hier).
Die Landesschulräte bestanden in Österreich-Ungarn für die Kronländer seit 1868.

## Österreich
Die Landesschulräte waren gemäß Art. 81a Bundes-Verfassungsgesetz Bundesorgane unter dem Weisungsrecht des jeweils für das Unterrichtswesen zuständigen Bundesministers, standen aber auf Grund ihrer Konstruktion, weil sie hauptsächlich für die von den Ländern und Gemeinden selbst betriebenen Volks- und Hauptschulen zuständig waren, unter starkem Einfluss der Bundesländer.
Präsident des Landesschulrats war der Landeshauptmann, der in allen Bundesländern durch einen amtsführenden Präsidenten unterstützt wurde.
Dem so genannten „Kollegium“ eines österreichischen Landesschulrats gehörten neben dem Präsidenten stimmberechtigte Mitglieder an, die von den im Landtag vertretenen Parteien im Verhältnis ihrer Stimmenstärke vorgeschlagen wurden. Darunter mussten sich gemäß Bundes-Schulaufsichtsgesetz Eltern von schulbesuchenden Kindern sowie Lehrer befinden.
Als Mitglieder mit beratender Stimme gehörten dem Kollegium des Landesschulrats Kirchenvertreter, der Landesschularzt und Vertreter der Kammern an. Zusammensetzung, Aufgaben und Stellung des Landesschulrates waren in den Art. 81a und Art. 81b der B-VG sowie im Bundes-Schulaufsichtsgesetz festgelegt. Obwohl der Landesschulrat eine Bundesbehörde war, wirkte er auch an der Verwaltung der Pflichtschulen, die Einrichtungen des Landes oder der Gemeinde waren, mit. Unter anderem oblag den Landesschulräten die Auswahl der Lehrer sowie die Ausübung der Schulaufsicht. Zur Verwaltung der Pflichtschulen bestanden auf der Ebene der Verwaltungsbezirke weiters Bezirksschulräte.
Im November 2015 wurde bekannt, dass in allen österreichischen Bundesländern Bildungsdirektionen eingerichtet werden, welche die bisherigen Landesschulräte und Schulabteilungen der Landesregierung ablösen. Im Februar 2018 wurde Johann Heuras von Bundesminister Heinz Fassmann zum Bildungsdirektor von Niederösterreich und damit zum ersten Bildungsdirektor Österreichs ernannt. Mit 1. August 2018 waren die Bildungsdirektoren aller Bundesländer bestellt. Ab 1. Jänner 2019 organisierten die neu geschaffenen Bildungsdirektionen die gesamte Schulverwaltung des jeweiligen Bundeslandes als gemeinsame Behörde von Bund und Land organisieren.

## Südtirol
In Südtirol (Republik Italien) gibt es ebenfalls einen Landesschulrat. Dieser Landesschulrat ist keine Behörde, sondern ein Beratungsorgan der Schulämter und der Südtiroler Landesregierung zu Fragen im Bereich der Kindergärten sowie der Grund- und Sekundarschulen. Für gesamtitalienische Fragen ist der Oberste Schulrat in Rom das wichtigste beratende Organ des Unterrichtsministeriums.
Der Südtiroler Landesschulrat hat drei Abteilungen (deutsch, italienisch und ladinisch) und drei Vorsitzende, derzeit Philipp Achammer, Giuliano Vettorato und Daniel Alfreider.